# Mi sono ritrovato a convivere con una kunoichi NEET
Mi sono ritrovato a convivere con una kunoichi NEET (ニートくノ一となぜか同棲はじめました?, Nīto kunoichi to nazeka dōsei hajimemashita, lett. "Per qualche ragione ho iniziato a vivere con una kunoichi NEET") è un web manga scritto e disegnato da Kotatsu Yakitomato. Kotatsu ha iniziato a pubblicare il manga sul suo account Twitter il 25 gennaio 2020, per poi passare sulla rivista digitale No. 9 Comic di Niconico Seiga il 22 febbraio dello stesso anno. ASCII Media Works ha iniziato a pubblicare i volumi in formato cartaceo dal 27 agosto 2021. Un adattamento anime da 24 episodi prodotto dallo studio d'animazione Quad è stato trasmesso dal 4 gennaio al 21 giugno 2025.

## Personaggi
Shizuri Ideura (出浦 白津莉?, Ideura Shizuri)
Doppiata da: Hinaki Yano
Shizuri è una kunoichi appartenente ad un ordine di ninja con il compito di difendere i discendenti dei samurai dai mostruosi yoma. È considerata uno dei ninja più talentuosi in circolazione, ma quando non lavora è un'otaku incallita, e si autodefinisce una NEET. Dopo aver salvato Tsukasa dal primo yoma stringe un contratto con lui: lei lo difende, mentre lui cucina, arrivando a vivere nel suo stesso appartamento. È evidentemente innamorata di Tsukasa (che chiama "Tsucchi"), ma ogni volta cerca di reprimere i suoi sentimenti, siccome un ninja non può relazionarsi col suo signore.
Tsukasa Atsumi (安海 政?, Atsumi Tsukasa)
Doppiato da: Shōya Ishige
Un tipico salaryman discendente da una stirpe di samurai. Dopo essere stato salvato dall'attacco di uno yoma da Shizuri, accetta di ospitarla a casa sua mentre lei lo protegge dagli attacchi nemici. Col passare del tempo ammette di trovare piacevole la compagnia di Shizuri, dato che prima viveva sempre solo e triste.
Ayame Momochi (百地 彩夢?, Momochi Ayame)
Doppiata da: Fairouz Ai
Ayame è una kunoichi come Shizuri, anche se non abile quanto lei. Ha tendenze masochiste considerate discutibili da chiunque la incontri. Adora Shizuri così follemente da essere pronta a mutilare (mai uccidere, poiché l'omicidio è un tabù per il loro villaggio d'origine) chiunque consideri un ostacolo tra lei e il suo idolo, fosse anche un contraente. Dopo l'attacco di uno yoma particolarmente forte si rivela essere un travestito, mascheratosi grazie a una particolare tecnica ninja. Il motivo per cui ammira Shizuri è perché la considera l'incarnazione della perfezione, data l'"imperfezione" del suo corpo, e dei suoi ideali. In seguito si trasferisce in un appartamento vicino a quello di Shizuri e Tsukasa, sia per sorvegliare quest'ultimo, cosicché non riveli mai il suo segreto, che per essere sgridata più spesso dalla prima.
Hina Izumi (和泉 緋那?, Izumi Hina)
Doppiata da: Saya Aizawa
Una kunoichi di rango inferiore rispetto a Shizuri. È caratterizzata dall'attirare sfortuna e trasmetterla verso chi le sta vicino. Dopo essersi innamorata del suo contraente, Toru, avrebbe dovuto essere sostituita, ma decide di lasciare in villaggio e di difenderlo con le sue sole forze, chiedendo a Shizuri di allenarla. Alcuni giorni dopo Hina e Toru si trasferiscono in un appartamento vicino a quello di Tsukasa e Shizuri. Afferma che la sua capacità di seminare sfortuna dipende dal suo stato mentale, risultando del tutto inefficace quando è felice.
Kanna Natsumi (夏見叶愛?, Natsumi Kanna)
Doppiata da: Hina Kino
Kanna è la capostipite del villaggio Natsumi, una delle tre grandi fazioni di kunoichi. Ha una personalità da tsundere, mostra un atteggiamento altezzoso, ma il suo fisico è minuto e infantile. Porta i capelli a due code, che le conferiscono un aspetto da lolita. Si considera rivale di Shizuri, sfidandola spesso, anche se viene in genere ignorata o trattata in modo schivo. In cerca di acquisire l'abilità di Saya di realizzare talismani per il suo villaggio, inizia a lavorare nel maid café di cui lei è proprietaria; sembra che questo ambiente sia il suo "vero mestiere", dove sfrutta il suo carattere da tsundere per distinguersi, arrivando a essere nominata cameriera numero uno del mese. Detesta i polpi e perde i sensi ogni volta che si imbatte in yoma a forma di polpo.
Toru Nakayama (中山透?, Nakayama Tōru)
Doppiato da: Sho Nogami
Toru è un normale impiegato che ha stretto un contratto di servitù con Hina come suo padrone. La loro relazione è comunemente definita come quella di una coppia un po' sciocca innamorata. Toru ha il compito di stabilizzare il benessere mentale di Hina e di contrastare la sua sfortuna cronica. Ama le cameriere e ha anche una notevole fortuna nei gacha game. In un'occasione, quando tornava tardi dal lavoro, è stato visto camminare con una collega di lavoro, suscitando il sospetto che stesse tradendo la sua partner. In seguito ha rivelato che aveva chiesto un suo consiglio per fare un regalo a Hina.
Himari Asakura (朝倉陽葵?, Asakura Himari)
Doppiata da: Manatsu Murakami
È una liceale che lavora come commessa nel minimarket dove Tsukasa fa la spesa ogni tanto. Segretamente è così ossessionata dall'"amore vero" da spiare le potenziali coppie se fanno scattare il suo "Love Sensor". Inizialmente snobba Shizuri e Tsukasa, dopo non averli visti amoreggiare come fanno invece Hina e Toru, ma si ricrede quando vede la ninja indossare la felpa di Tsukasa.
Saya Hazuki (葉月沙耶?, Hazuki Saya)
Doppiata da: Yui Horie
Saya è l'ex leader dell'unità segreta del villaggio di Ideura. Quando era nel villaggio, ha svolto il ruolo di mentore che ha cresciuto Shizuri. Attualmente, è la proprietaria del condominio dove vivono Shizuri e gli altri. In realtà, ha riunito nel condominio i ronin per proteggerli meglio dagli yoma. Dopo essere uscita dal villaggio come ninja rinnegata, ha scoperto il piacere di guadagnarsi da vivere e ha avviato un maid café a tema kunoichi, oltre a vari altri business come imprenditrice. È la madre biologica di Shizuri, ma per motivi di sicurezza ha interrotto i legami familiari con lei, un fatto che la rammarica perché non ha potuto comportarsi da madre. Per volere di Tsukasa, ha voluto affidare la figlia a lui, scambiando il proprio chakra come prezzo per risvegliare il chakra tellurico di Tsukasa, potenziando così i suoi poteri.
Killala (キララ?, Kirara) / Killer Ventor (キラー・ヴェントール?, Kirā Buentōru)
Doppiata da: Mayu Sagara
Killer Ventor è una yoma di alto livello proveniente da un altro mondo, il cui scopo è quello di mietere le anime dei guerrieri samurai. È una persona dedita alla battaglia, che usa una grande falce per abbattere i suoi bersagli. Tuttavia, sembra che venga nel mondo umano di nascosto dai suoi genitori. Il suo aspetto è caratterizzato da denti aguzzi e un abbigliamento insolito che consiste in un costume da bagno scolastico sotto una camicia bianca. Il suo vero nome è Killala, ma poiché non lo apprezza, preferisce farsi chiamare Killer, facendo credere che sia il suo nome reale.
Clena Ventor (クレナ・ヴェントール?, Kurena Buentōru)
Doppiata da: Yurie Kozaka
Clena è una yoma di alto livello che agisce come partner di Killer. Sebbene sia giunto nel mondo terrestre insieme a Killer, ha un carattere molto più tranquillo e rilassato, decisamente più pacato rispetto alla compagna. Si è affezionata molto ai bentō di karaage del mondo umano.

## Media

### Manga
Scritto e disegnato da Kotatsu, assistito da Yakitomato, Mi sono ritrovato a convivere con una kunoichi NEET è stato pubblicato per la prima volta da Kotatsu sul suo account Twitter il 25 gennaio 2020, venendo pubblicato sulla rivista digitale No. 9 Comic di Niconico Seiga dal 22 febbraio dello stesso anno. No. 9 ha pubblicato il primo volume in formato digitale il 7 agosto 2020. Undici volumi sono stati pubblicati entro il 1º novembre 2024. ASCII Media Works ha iniziato a pubblicarlo in volumi tankōbon stampati il 27 agosto 2021. Quattro volumi sono stati pubblicati al 27 dicembre 2024.

#### Volumi
| Nº | Data di prima pubblicazione | Data di prima pubblicazione | Data di prima pubblicazione |
| Nº | Giapponese                  | Giapponese                  |                             |
| -- | --------------------------- | --------------------------- | --------------------------- |
| 1  | 27 agosto 2021              | ISBN 978-4-04-913968-6      |                             |
| 2  | 27 aprile 2022              | ISBN 978-4-04-914374-4      |                             |
| 3  | 27 marzo 2023               | ISBN 978-4-04-914847-3      |                             |
| 4  | 27 dicembre 2024            | ISBN 978-4-04-916173-1      |                             |

### Anime
Il 10 febbraio 2024 è stato annunciato che la serie avrebbe ricevuto un adattamento televisivo anime prodotto dallo studio d'animazione Quad. La serie è diretta da Hisashi Saitō, con sceneggiature di Takashi Aoshima, il character design affidato a Masahiko Suzuki e la musica composta da CMJK. La serie è narrata da Shigeru Chiba. È stata trasmessa dal 4 gennaio al 21 giugno 2025 su Tokyo MX e altre reti. La sigla di apertura è Neet In Jam, cantata dai Real Akiba Boyz loves Shōko Nakagawa (un gruppo composto da Shōko Nakagawa e dall'unità di danza b-boy Real Akiba Boyz), mentre la sigla di chiusura è NEETopia, di Hinaki Yano nel ruolo del suo personaggio Shizuri Ideura.
Un'edizione sottotitolata in italiano è stata distribuita in simulcast da Yamato Video sul canale Anime Generation di Prime Video. Sentai Filmworks ha concesso la licenza della serie in Nord America, in Australia e nelle Isole britanniche per lo streaming su Hidive. Medialink ha concesso la licenza della serie in Asia meridionale e sud-orientale per lo streaming sul canale YouTube di Ani-One Asia. Nella distribuzione occidentale, alcuni servizi di streaming hanno reso disponibili i 24 episodi originali accorpandoli in 12 episodi di durata doppia.

#### Episodi
| Nº Ja      | Nº It | Titolo italiano Giapponese 「Kanji」 - Rōmaji | In onda          | In onda |
| Nº Ja      | Nº It | Titolo italiano Giapponese 「Kanji」 - Rōmaji | Giapponese       |         |
| 1          | 1     | Mi sono ritrovato a convivere con una kunoichi NEET 「ニートくノ一となぜか同棲はじめました」 - Nīto kunoichi to nazeka dōsei hajimemashita | 4 gennaio 2025   |         |
| 1          | 1     | Tsukasa Atsumi è un normale salaryman che, un giorno, rischia di essere schiacciato da alcune travi d'acciaio in un cantiere edile. Viene salvato all'ultimo momento da Shizuri Ideura, una kunoichi geniale discendente di una famiglia di guerrieri. Shizuri gli spiega che, essendo Tsukasa preso di mira dagli yoma, creature demoniache, si prenderà cura della sua protezione. In cambio, gli chiede di farsi mantenere. Così ha inizio la convivenza tra il salaryman senza particolari ambizioni e la kunoichi NEET, che vivranno insieme sotto lo stesso tetto, dando il via a una strana ma interessante convivenza. |                  |         |
| 2          | 1     | È spuntata una kunoichi depravata 「なぜか変態気質のくノ一が来ました」 - Naze ka hentai katagi no kunoichi ga kimashita | 11 gennaio 2025  |         |
| 2          | 1     | Dopo aver stretto un patto di fedeltà con Tsukasa, Shizuri si dedica quotidianamente a proteggerlo dagli attacchi degli yoma, mentre nel frattempo si gode la vita da NEET rinchiusa nella casa di Tsukasa. Un giorno, però, Tsukasa dimentica di portare con sé il bentō al lavoro. Accortasi di questo, Shizuri decide di portarglielo personalmente. Usando le sue abilità ninja, raggiunge rapidamente il tetto dell'azienda di Tsukasa, ma il suo abbigliamento da ninja attira l'attenzione dei colleghi che la fotografano con i loro smartphone. La foto, pubblicata sui social network, cattura l'attenzione di Ayame Momochi, un'altra kunoichi del loro villaggio e grande ammiratrice di Shizuri, che decide di intervenire per riportarla a casa. |                  |         |
| 3          | 2     | È spuntata una kunoichi che attira iella 「なぜか不幸体質のくノ一が来ました」 - Naze ka fukō taishitsu no kunoichi ga kimashita | 18 gennaio 2025  |         |
| 3          | 2     | Dopo aver respinto Ayame, Shizuri viene raggiunta da un'altra kunoichi, Hina Izumi, una giovane ninja di rango inferiore (genin). Appena Hina appare, un'improvvisa interruzione di corrente colpisce l'area: Hina infatti possiede il "magnetismo per la iella", che attira calamità e disgrazie ogni volta che si sente negativa. Hina confessa di aver infranto uno dei tabù più severi del loro villaggio, innamorandosi del proprio signore, e teme che l'unica soluzione sia lasciare il villaggio. Disperata, chiede aiuto a Shizuri, che dovrà decidere come assisterla. In seguito, le due affrontano uno yoma apparentemente troppo potente, ma vedendo il suo padrone Toru in pericolo, Hina riesce a sconfiggerlo. |                  |         |
| 4          | 2     | Sono stato preso di mira dalla turbolesbica folle 「なぜかCPLのくの一に狙われました」 - Naze ka CPL no kunoichi ni nerawaremashita | 25 gennaio 2025  |         |
| 4          | 2     | La sera, mentre Shizuri dorme, Tsukasa esce da solo ma gli viene subito teso un agguato da Ayame Momochi, che lo minaccia di far annullare il contratto di fedeltà con Shizuri. Improvvisamente, però, appare uno yoma che attacca il duo. Ayame riesce a respingere il mostro, dimostrando una strana eccitazione durante il combattimento. Proprio quando sembra che la minaccia sia stata eliminata, un secondo yoma, molto più grande e potente, fa la sua comparsa. Nonostante la sua forza superiore, Ayame continua a combattere, ma inizia a perdere il controllo, avvolta da una luce mentre supera i propri limiti. Nel frattempo, Tsukasa assiste a questi eventi e, involontariamente, scopre il segreto di Ayame: in realtà è un maschio che si veste da femmina. Alla fine arriva Shizuri, che mostra segni di gelosia nel vedere Ayame in compagnia di Tsukasa. Ayame riesce a mantenere la sua apparenza femminile simulata prima di andarsene. |                  |         |
| 5          | 3     | Sembra che le kunoichi innamorate abbiano traslocato qui 「なぜか恋人くの一たちが引っ越してきました」 - Naze ka koibito kunoichi-tachi ga hikkoshitekimashita | 1º febbraio 2025 |         |
| 5          | 3     | Anche se Tsukasa ha già scoperto che Ayame è in realtà un ragazzo travestito da kunoichi, Shizuri non sospetta nulla sulla sua vera identità. Durante una nuova battaglia contro uno yoma, Shizuri si rammarica per aver involontariamente ferito Tsukasa, e, nonostante le critiche delle altre ninja che le consigliano di lasciare il suo incarico di protettrice, Tsukasa la rassicura esprimendole i propri sentimenti. Nel frattempo, due nuove inquiline si trasferiscono contemporaneamente negli appartamenti accanto a Tsukasa: si tratta di Hina, del suo padrone Toru e di Ayame. Questa nuova convivenza suscita l'ira di Shizuri, preoccupata per la sua tranquilla vita da NEET. Tuttavia, quando Tsukasa si ammala, sarà proprio Shizuri ad occuparsi di lui, chiedendo l'aiuto di Hina in cucina per preparandogli da mangiare e favorirne la guarigione. |                  |         |
| 6          | 3     | Sembra che una liceale che ama le storie d'amore mi sorvegli 「なぜかラブコメ好きのJKに監視されました」 - Naze ka Rabu Kome zuki no JK ni kanshisaremashita | 8 febbraio 2025  |         |
| 6          | 3     | Himari Asakura è una liceale appassionata di commedie romantiche che vive nello stesso condominio di Tsukasa. Sognando un amore maturo e appassionato, Himari ha osservato attentamente Tsukasa e Shizuri da quando quest'ultima ha iniziato a vivere con lui. All'inizio, entusiasta all'idea di una convivenza adulta, Himari si era fatta molte aspettative, ma osservando l'atteggiamento tranquillo e poco passionale di Shizuri, il suo entusiasmo si è affievolito, delusa dalla mancanza di segnali d'amore tra i due. Convinta che una coppia così non possa esistere, Himari però inizia a prendere di mira le due coppie conviventi del condominio, spinta dal desiderio di vedere realizzate le proprie fantasie amorose. |                  |         |
| 7          | 4     | Ho dovuto darmi un gran daffare per uscire 「なぜかデ一トに行くために四苦八苦しました」 - Naze ka Dēto ni iku tame ni shikuhakkushimashita | 15 febbraio 2025 |         |
| 7          | 4     | A causa di problemi con il proprio computer, Tsukasa decide di comprarne uno nuovo, preferibilmente un modello da gaming da poter poi prestare a Shizuri. Non essendo esperto in materia, le chiede di accompagnarlo ad Akihabara per farsi consigliare durante l'acquisto. Shizuri, emozionata all'idea di uscire insieme a Tsukasa, si preoccupa però di non avere un abbigliamento adatto da indossare. Ayame, allora, le propone di prestarle i suoi vestiti. Mentre prova gli abiti di Ayame, Shizuri viene interrogata sul suo rapporto con Tsukasa e, per mettere un po' di distanza, riferisce ad Ayame le parole di Tsukasa, che ha detto di sentirsi bene quando si prende cura di lei. Ayame allora le fa notare che il modo in cui ha descritto la loro relazione somiglia più a quello tra un padrone e un animale domestico che a una vera storia d'amore. Rimasta male, Shizuri punisce Ayame, dopodiché si prepara e si reca all'appuntamento con Tsukasa, dove fa una buona impressione grazie al suo abbigliamento curato. |                  |         |
| 8          | 4     | Alla fine l'uscita ad Akiba è stata godibile 「なぜかアキバでデ一トを満喫しました」 - Naze ka Akiba de Dēto o mankitsu shimashita | 22 febbraio 2025 |         |
| 8          | 4     | Ad Akihabara, Tsukasa e Shizuri si immergono nell'atmosfera del celebre quartiere, con Shizuri che si mostra particolarmente entusiasta, affascinata dalla sua prima visita nella "terra sacra" degli otaku. Mentre si gode la giornata, Shizuri ricorda con determinazione di voler approfittare dell'uscita per chiarire i sentimenti che li legano. Improvvisamente, pensando al complimento di Tsukasa sul suo abbigliamento, Shizuri si imbarazza e si allontana per andare a comprare un gelato. Nel frattempo, Tsukasa incontra un suo compagno di liceo che lo provoca e deride la sua relazione con Shizuri. Tsukasa, però, risponde con fermezza, esprimendo chiaramente i propri sentimenti e difendendo il legame con Shizuri. La sera, dopo aver acquistato il nuovo computer, i due fanno ritorno a casa. Shizuri tenta di confessare i propri sentimenti a Tsukasa, ma viene interrotta dall'apparizione improvvisa di uno yoma. Furiosa per l'interruzione, Shizuri sconfigge il demone con decisione e cerca di riprendere la conversazione, ma l'atmosfera è ormai compromessa, poiché è sporca del sangue del mostro.                                                                                             |                  |         |
| 9          | 5     | Sembra che la liceale abbia scoperto un nuovo modello d'amore 「なぜかJKがLOVEの新境地を関きました」 - Naze ka JK ga LOVE no shin kyōchi o hirakimashita | 1º marzo 2025    |         |
| 9          | 5     | Il giorno in cui Tsukasa e Shizuri sono usciti per il loro appuntamento ad Akihabara, Himari, la liceale appassionata di commedie romantiche, decide di osservare da lontano la coppia per verificare se tra loro esista davvero un sentimento d'amore, dato che trova poco convincenti gli aspetti romantici della loro convivenza. Tuttavia, al suo ritorno, Himari assiste a una scena inaspettata: Shizuri, con i vestiti macchiati di sangue e in lacrime, è consolata da Tsukasa. Delusa dal fatto di non aver potuto vedere la classica dimostrazione di affetto che si aspettava, Himari inizia lentamente ad accettare e comprendere lo stile di vita e il rapporto particolare che lega Tsukasa e Shizuri, riconoscendo che l'amore può manifestarsi anche in modi diversi da quelli immaginati. |                  |         |
| 10         | 5     | È spuntata una kunoichi tsundere 「なぜかツンデしなくノ一が来ました」 - Naze ka tsunde-shina kunoichi ga kimashita | 8 marzo 2025     |         |
| 10         | 5     | Hina riesce a spingere un attacco di uno yoma diretto contro Toru. Poco dopo, fa la sua comparsa Kanna Natsumi, la leader di un altro villaggio ninja, che esise di essere condotta da Shizuri per affrontarla. Giunta da Shizuri, Kanna la sfida a un duello, dichiarandosi sua rivale, ma viene ignorata con disprezzo. Rimpiangendo la scelta di Hina di diventare una kunoichi rinnegata, Kanna le rivolge molte critiche, scatenando involontariamente la sfortuna cronica di Hina, che causa una serie di disastri culminati nell'esplosione dell'appartamento di Tsukasa. Questo evento provoca l'intervento dell'amministratrice del condominio, Saya Hazuki, che si rivela essere l'ex mentore di Shizuri. Saya erige una barriera specchio per annullare i danni al condominio, spiega come ha ottenuto successo economico in vari settori e chiede loro di ripagare il debito per il suo intervento, avvertendo che il prezzo sarà molto alto. |                  |         |
| 11         | 6     | Pare esserci stata un'esplosione di cameriere kunoichi 「なぜかメイドなくノ一が来ました」 - Naze ka Meido na kunoichi ga kimashita | 15 marzo 2025    |         |
| 11         | 6     | Dopo aver ripristinato il condominio grazie all'uso di una barriera specchio, Saya impone a Shizuri e alle altre ragazze di lavorare come cameriere kunoichi presso il suo maid café, il Nin Nin Cafè, per ripagare il costo dell'intervento. Costrette a indossare uniformi da ninja cameriere, le quattro accettano a malincuore il nuovo incarico, affrontando con imbarazzo questa inaspettata situazione. Shizuri, in particolare, si trova in difficoltà, essendo una NEET convinta e poco incline a uno stile di vita così attivo. La situazione sembra però migliorare quando Shizuri si ritrova a servire Tsukasa, ma lo stress e l'imbarazzo la sopraffanno al punto che finisce per ubriacarsi. |                  |         |
| 12         | 6     | Sembra che abbia rinunciato alla vita da NEET 「なぜかニートをやめることになりました」 - Naze ka Nīto o yameru koto ni narimashita | 22 marzo 2025    |         |
| 12         | 6     | Grazie al talento da maid tsundere di Kanna, le kunoichi riescono a raggiungere a fatica il difficile obiettivo imposto da Saya. Finalmente liberata dal lavoro, Shizuri scoppia in lacrime di gioia, felice di poter tornare alla sua vita da NEET. Nel frattempo, Tsukasa rimane turbato dalle parole che Shizuri gli ha rivolto durante il servizio al Nin Nin Cafè. Poco dopo, Tsukasa viene attaccato da uno yoma e tenta di difendersi da solo, ma viene rapidamente salvato da Shizuri, che elimina l'avversario con facilità, ammonendolo di lasciare a lei il compito di combattere. In seguito, Saya affronta Shizuri riguardo alle sue intenzioni e le ordina di lasciare il condominio, mettendo in discussione il suo futuro come protettrice di Tsukasa. |                  |         |
| 13         | 7     | L'ex NEET ha deciso di impegnarsi nel lavoro e in casa 「なぜか家事や仕事を元ニートは頑張りました」 - Naze ka kaji ya shigoto o moto Nīto wa ganbarimashita | 5 aprile 2025    |         |
| 13         | 7     | Shizuri decide di abbandonare la vita da NEET per proteggere la convivenza con Tsukasa e si dedica con impegno alla ricerca di un lavoro, ma viene rifiutata ovunque. Disperata, si presenta a un colloquio al Nin Nin Cafè e finisce per tornare a lavorare come cameriera. Dopo il turno, si impegna nelle faccende domestiche, tra pulizie e cucina, spingendosi ben oltre i propri limiti. Preoccupato per il suo evidente sforzo, Tsukasa le propone di lasciare il condominio insieme, ma Shizuri gli spiega che non più continuare a vivere come prima, condividendo la sua ferma decisione e le motivazioni che la sostengono. Nel frattempo, la difficoltà ad abbandonare i videogiochi e la vecchia vita inizia a farsi sentire, rendendo il cambiamento ancora più impegnativo. |                  |         |
| 14         | 7     | È arrivata l'assassina più forte 「なぜか最強の刺客がやってきました」 - Naze ka saikyō no kishaku ga yattekimashita | 12 aprile 2025   |         |
| 14         | 7     | Determinata a proteggere la convivenza con Tsukasa, Shizuri si impegna con dedizione nel lavoro al Nin Nin Cafè, ma il sacrificio di rinunciare al suo amato hobby dei videogiochi la porta a uno stato di profonda stanchezza mentale e stress. Nel frattempo, nel mondo umano fanno la loro comparsa due yoma di alto livello, Killer - il cui vero nome è Killala - e Clena, esseri in grado di parlare e intenzionate a cacciare le anime dei samurai. Le due nemiche iniziano a eliminare una dopo l'altra le kunoichi, mentre raccolgono informazioni su un samurai di nobile stirpe che diventa il loro prossimo obiettivo. Ignaro di questa minaccia, Tsukasa decide di fare la sua parte per sostenere Shizuri in quanto suo signore samurai, preparandosi ad affrontare il pericolo imminente. Per evitare distrazioni, Shizuri convoca Ayame, membro dell'intelligence del villaggio, e le affida il compito di nascondere il suo cellulare, così da non cedere alla tentazione di giocare e perdere di vista il suo obiettivo. Alla fine, Killer e Clena riescono a rintracciare Tsukasa. |                  |         |
| 15         | 8     | Per qualche ragione è diventato un anime di lotta 「なぜかバトルアニメになりました」 - Naze ka Batoru anime ni narimashita | 19 aprile 2025   |         |
| 15         | 8     | Killer e Clena attaccano Tsukasa con l'intento di rapire il samurai di nobile stirpe. All'ultimo momento, Shizuri avverte il pericolo e interviene per proteggerlo. Decisa a sbarazzarsi rapidamente degli avversari e tornare a casa, Shizuri provoca l'ira di Killer, che alza la sua falce minacciosamente contro di lei. Nonostante la determinazione, Shizuri si trova a dover affrontare un nemico più potente del previsto e fatica a tenergli testa. Nel frattempo, Saya, visibilmente esausta, arriva al Nin Nin Cafè e si rivolge a Kanna con una richiesta importante. Poco dopo, Tsukasa e Shizuri vengono messi alle strette da Killer, ma proprio in quel momento interviene Kanna, che entra in scena per salvarli. |                  |         |
| 16         | 8     | Sembra sia la volta dei personaggi secondari 「なぜかサブキャラが輝きはじめました」 - Naze ka sabu kyara ga kagayaki hajimemashita | 26 aprile 2025   |         |
| 16         | 8     | Quando Shizuri si ritrova in grave difficoltà, Kanna, Hina e Ayame accorrono in suo aiuto. Le tre intervengono al meglio delle loro possibilità, scatenando il culmine dell'ira di Killer. Tuttavia, le kunoichi non si lasciano intimidire: Hina scatena un potente incantesimo di primo livello, mentre Ayame restituisce a Shizuri il cellulare e libera tutta la sua forza per contrattaccare Clena. Nel frattempo, Kanna affronta direttamente Killer, ordinando a Tsukasa di allontanarsi per curare le ferite di Shizuri. Proprio in quel momento, Tsukasa risveglia il suo potere di signore samurai e si dedica con impegno a curare Shizuri, infondendo nuova speranza nella battaglia. |                  |         |
| 17         | 9     | Alla fine le ha chiesto di continuare a fare la NEET 「なぜかニートを続けて欲しいとお願いされました」 - Naze ka Nīto o tsuzukete hoshī to onegaisaremashita | 3 maggio 2025    |         |
| 17         | 9     | Durante la battaglia con Killer e Clena, Shizuri comunica a Tsukasa la sua intenzione di lasciare il condominio una volta concluso lo scontro. Si sente profondamente responsabile non solo per aver messo in pericolo Tsukasa, ma anche per averlo costretto a risvegliare prematuramente il suo potere di signore samurai. Tsukasa, però, risponde con sincerità, confessandole di volerla al suo fianco, anche se questo significa che lei rimanga una NEET. Ascoltando le sue parole, Shizuri accetta di continuare a convivere con lui e insieme siglano il contratto effettivo tra signore e kunoichi con un bacio sulle labbra. Diventata ufficialmente la kunoichi NEET più forte del mondo, Shizuri è pronta a difendere Tsukasa con tutte le sue forze. Finalmente libera di tornare a giocare, affronta Killer e la sconfigge con facilità. Alla fine, Killer e Clena sono costrette a ritirarsi dopo aver ricevuto un messaggio dal loro padre che ordina loro di tornare indietro. |                  |         |
| 18         | 9     | Siamo finiti a rivangare il passato 「なぜか昔話をはじめました」 - Naze ka mukashibanashi o hajimemashita | 10 maggio 2025   |         |
| 18         | 9     | Dopo aver respinto l'attacco di Killer, Shizuri crolla a terra a causa del forte contraccolpo che ha superato i suoi limiti. Kanna, preoccupata, interroga Tsukasa su come sia stato possibile risvegliare il potere del signore samurai in così poco tempo. A rispondere è Saya, che rivela di aver aperto forzatamente a Tsukasa il chakra tellurico, la fonte del potere del signore samurai, sacrificando così le proprie abilità da ninja. Saya spiega i motivi che l'hanno spinta a compiere questo gesto estremo per il bene di Shizuri e Tsukasa. Inoltre, Saya rivela di essere la madre di Shizuri e richiama alla memoria di Tsukasa un incontro passato tra loro, un ricordo che lui aveva rimosso. |                  |         |
| 19         | 10    | È scoppiata una battaglia ai bagni pubblici 「なぜか銭湯で戦闘が勃発しました」 - Naze ka sentō de sentō ga boppatsu shimashita | 17 maggio 2025   |         |
| 19         | 10    | Shizuri e altre si recano ai bagni pubblici per trascorrere una giornata di relax. Le kunoichi, entusiaste, si concedono il piacere della vasche idromassaggio e si abbandonano alle poltrone massaggianti, mentre Tsukasa e Toru si rilassano nel settore maschile. Il gruppo si gode quindi il meritato riposo secondo le proprie preferenze, ma durante una sessione di sauna, le kunoichi avvertono improvvisamente un'aura minacciosa provenire dal bagno degli uomini. Accorse sul posto, si trovano davanti a uno yoma dalle sembianze di polpo. Colte alla sprovvista e senza le loro tute da ninja, lasciate negli spogliatoi, le ragazze si ritrovano in grave difficoltà, anche perché l'inchiostro rilasciato dal mostro è in grado di sciogliere esclusivamente i costumi delle donne. Ayame riesce a ribaltare la situazione, facendo assorbire al mostro la propria energia, sovraccaricandolo e permettendo così a Shizuri di sferrare il colpo decisivo che porta alla sconfigga della creatura, riportando la tranquillità tra le mura del bagno pubblico. |                  |         |
| 20         | 10    | È spuntata la sorellina della kunoichi tsundere 「なぜかツンデレくの一の妹がやってきました」 - Naze ka tsundere kunoichi no imōto ga yattekimashita | 24 maggio 2025   |         |
| 20         | 10    | Yuzu, la sorella minore di Kanna, è preoccupata perché quest'ultima si fa vedere sempre meno al villaggio. Decisa a capire cosa le stia succedendo, Yuzu lascia il villaggio di nascosto e parte alla ricerca della sorella. Nel frattempo, ignara delle preoccupazioni di Yuzu, Kanna si diverte e affronta con entusiasmo la propria esperienza lavorativa al Nin Nin Cafè. Alla sua prima volta in città, la timida Yuzu si sente spaesata, ma fortuitamente si imbatte in Shizuri. Alla domanda su dove si trovi Kanna, Shizuri si trova in difficoltà: teme infatti che Yuzu veda la sorella impegnata come cameriera, un'immagine molto distante da quella autoritaria che aveva in passato. Tuttavia, proprio in quel momento interviene Hina che, senza volerlo, svela la posizione di Kanna. Le due sorelle si ritrovano così faccia a faccia: inizialmente si riconciliano, ma Yuzu finisce per allontanarsi tra le lacrime, incapace di accettare che la sorella un tempo severa sia diventata una semplice cameriera. |                  |         |
| 21         | 11    | Le due sorelle complicate sono finite a ricordare il passato 「なぜかこじらせ姉妹が思い出話をしました」 - Naze ka kojirase shimai ga omoidebanashi o shimashita | 31 maggio 2025   |         |
| 21         | 11    | Dopo aver assistito al cambiamento della sorella Kanna, ora cameriera tsundere, Yuzu si sente profondamente turbata e si allontana sconsolata per la città. Nonostante il netto rifiuto di Kanna, che vorrebbe gestire la situazione senza interventi esterni, Shizuri e Hina decidono comunque di cercare Yuzu. La trovano mentre alcuni ragazzi cercano di importunarla e, nel tentativo di aiutarla, Shizuri viene respinta dalla stessa Yuzu, travolta dalla rabbia e dalla frustrazione per la trasformazione della sorella, e finisce per scoppiare in lacrime. È allora che interviene Saya, che consola Yuzu e le spiega le vere ragioni della scelta di Kanna. Solo grazie a queste parole, Yuzu comincia a comprendere, seppure a fatica, la decisione della sorella e, sebbene con esitazione, decide di accettarla. Per aiutare sia Kanna che il Nin Nin Café a superare il momento difficile, Saya propone infine che Yuzu lavori insieme alla sorella, ma quest'ultima, sopraffatta dall'imbarazzo, si allontana poco dopo, incapace di affrontare la situazione. |                  |         |
| 22         | 11    | Ho finito per frequentare una liceale che praticamente non conosco 「なぜかほぼ初対面のJKとご近所付き合いはじめました」 - Naze ka hobo shotaimen no JK to go-kinjo tsukiai hajimemashita | 7 giugno 2025    |         |
| 22         | 11    | Nella camera, ormai ordinata, di Tsukasa si sviluppa una situazione di forte tensione tra Shizuri e Himari. Himari, particolarmente agitata ma determinata, irrompe annunciando di dover riferire qualcosa di importante, senza considerare come la notizia possa essere recepita. Shizuri, sospettosa, interpreta la presenza di Himari come una possibile minaccia per il suo legame con Tsukasa. Himari rivela di aver visto Tsukasa uscire dall'appartamento di un'altra donna, gettando Shizuri nello sconcerto e creando un momento di grande imbarazzo. Tuttavia, la situazione si chiarisce rapidamente quando Himari specifica che la donna è Saya, l'amministratrice del condominio. Shizuri spiega che Saya è sua madre, dissipando subito ogni sospetto di tradimento. Subito dopo, la stanza viene invasa da una nuova ondata di disordine: oggetti di Shizuri spuntano ovunque, restituendo il caos nella camera appena sistemata e lasciando Tsukasa interdetto al suo ritorno. A conclusione della vicenda, Himari si confida con l'amica Tsumugi, raccontando quanto accaduto. |                  |         |
| 23         | 12    | Sembra che perversione e iella abbiano unito le forze 「なぜか変態と不幸はひとつになりました」 - Naze ka hentai to fukō wa hitotsu ni narimashita | 14 giugno 2025   |         |
| 23         | 12    | Hina e Toru, sempre più uniti nella loro convivenza, vedono persino migliorare la cronica sfortuna di Hina. Ayame, intenzionata a rafforzare la loro collaborazione contro yoma potenti ma anche a soddisfare la propria vena masochista, propone a Hina un allenamento congiunto. Tuttavia, la minore sfortuna di Hina indebolisce le sue tecniche ninja, e la ragazza non se la sente di colpire duramente un'amica. Frustrata, Ayame inscena una scena tragicomica chiudendosi in un sacco della spazzatura e chiedendo a Hina di disfarsene. Ma quando Hina vede Toru insieme a un'altra donna, la gelosia le fa accumulare energia negativa a livelli eccezionali, scatenando un potente attacco contro Ayame. Quest'ultima si ritrova improvvisamente nel suo corpo maschile e, mentre cerca invano di recuperare le forze usando l'abito da cameriera di Shizuri, che però viene portato via dal vento. Intanto, la crescente sfortuna di Hina desta la preoccupazione di Shizuri. |                  |         |
| 24         | 12    | Per qualche ragione le kunoichi si sono ritrovate a bere 「ニートくノ一たちとなぜか飲み会はじめました」 - Nīto kunoichi-tachi to naze ka nomikai hajimemashita | 21 giugno 2025   |         |
| 24         | 12    | Sopraffatta dalla gelosia per Toru, Hina si rifugia da Shizuri, dove si unisce a una serata di bevute con Kanna, anch'essa abbattuta dai dissapori con Yuzu. Tra sfoghi e bicchieri, le tre finiscono presto ubriache, con Shizuri che inizialmente si compiace della propria "superiorità", ma poi si lascia andare come le altre. L'arrivo di Toru chiarisce i dubbi di Hina, ma la situazione degenera ulteriormente quando sopraggiunge Saya già alticcia. Nel frattempo, Ayame cerca di ritrasformarsi in donna usando la biancheria di Shizuri. In mezzo al caos, Kanna viene costretta a travestirsi da coniglietta e viene colta in flagrante da Yuzu, che fugge imbarazzata, mentre i tentativi di coinvolgerla nei travestimenti aumentano la confusione generale. Himari, arrivata per visitarle, viene schiacciata contro il muro durante la fuga precipitosa di Yuzu e poi chiama Tsumugi per raccontarle l'accaduto. Successivamente, Ayame viene scoperta all'interno dell'appartamento e prontamente cacciata via da Shizuri. La serata si conclude con il momento romantico tra Shizuri e Tsukasa brutalmente interrotto dall'arrivo di Killer e Clena, che vengono colpite da Shizuri, furiosa per l'interruzione. |                  |         |
| 25 (OAV 1) | 13    | Sembra ci sia stato scalpore alla spiaggia 「なぜかビーチでドギマギしました」 - Naze ka Bīchi de dogimagi shimashita | 3 settembre 2025 |         |
| 25 (OAV 1) | 13    | Shizuri, Tsukasa, Hina, Toru e Ayame si trovano insieme in una località balneare. Toru rimane colpito dall'aspetto in costume da bagno di Hina, al punto da soffrire improvvisamente di epistassi. Shizuri, invece, si mostra molto timida e cerca di nascondersi, imbarazzata di mostrarsi in costume. Hina, però, con decisione, la trascina fuori e la mette faccia a faccia con Tsukasa. Nel frattempo, Hina e Toru cercano di far progredire la relazione tra Shizuri e Tsukasa, elaborando vari piani per avvicinarli. Intanto, Kanna è impegnata nell'attività dell'osteria sull'oceano Nin Nin. Tra Kanna e Ayame scoppia un acceso diverbio che, grazie alla proposta di Saya, viene risolto sfidandosi a beach volley. Durante la partita, Shizuri viene colpita in faccia da una pallonata e sviene, per poi risvegliarsi qualche ora dopo sotto l'ombrellone in compagnia di Tsukasa. Nel frattempo, Hina e Toru si dimostrano essere stati quelli che si sono goduti maggiormente le vacanze. |                  |         |
| 26 (OAV 2) | 13    | Pare che abbiamo fatto amicizia con le ex yoma superiori 「なぜか元高等妖魔と仲良くなりました」 - Naze ka moto kōtō yōma to nakayoku narimashita | 8 ottobre 2025   |         |
| 26 (OAV 2) | 13    | A seguito degli eventi dell'episodio 24, Shizuri e Tsukasa si ritrovano a ospitare Killer e Clena, punite dal loro padre con l'esilio dal mondo dei demoni a quello degli umani. Killer desidera una rivincita contro Shizuri, mentre Clena si dedica a riparare il terrazzo distrutto e viene positivamente colpita dal sapore del pollo fritto offerto da Tsukasa. Irritata, Killer attacca Shizuri, ma viene facilmente respinta da un semplice buffetto sulla fronte. In preda a una crisi emotiva, Killer scoppia in lacrime, e Shizuri le propone di affrontarsi in un "duello" a colpi di videogiochi. Nel frattempo, le due yoma spiegano le ragioni del loro arrivo nel mondo umano e decidono di stabilirsi nel condominio di Tsukasa. Dopo aver informato le altre kunoichi, anche Saya accetta la loro permanenza a patto che trovino un lavoro per mantenersi autonomamente: così Killer inizia a lavorare nello stesso negozio di Himari, mentre Clena diventa cameriera nel Nin Nin Cafè. Alla fine, Killer e Clen si ambientano bene nell'appartamento di Tsukasa, anche se Shizuri si lamenta poiché questo rende difficile per lei godersi appieno la sua vita da NEET.                                            |                  |         |